# Władiwka
Władiwka (ukr. Владівка) – wieś na Ukrainie w obwodzie zaporoskim, siedziba władz władiwskiej silskiej rady. Miejscowość założona w 1836.